# Calodendrum eickii
Calodendrum eickii är en vinruteväxtart som beskrevs av Adolf Engler. Calodendrum eickii ingår i släktet Calodendrum och familjen vinruteväxter. Inga underarter finns listade i Catalogue of Life.